# Mani sulla luna
Mani sulla luna (The Mouse on the Moon) è un film del 1963 diretto da Richard Lester.
Il film è una satira sulla guerra fredda tra i blocchi occidentale (NATO e Stati Uniti) e orientale (Patto di Varsavia e Unione Sovietica).

## Trama
Un piccolo stato riesce a convincere sia gli americani che  i sovietici di aver avviato un programma spaziale, quando in realtà lo scopo è solo quello di ottenere dei soldi per i nuovi impianti fognari.

## Prequel
Nel 1959 venne realizzato il film satirico Il ruggito del topo con protagonista Peter Sellers in tre ruoli da protagonista. La regia era di Jack Arnold.